# Убийство в Ориент Експрес (филм, 1974)
„Убийство в Ориент Експрес“ (на английски: Murder on the Orient Express) е британски филм от 1974 година на режисьора Сидни Лумет с участието на Албърт Фини, Шон Конъри, Ингрид Бергман, по едноименния роман на Агата Кристи.

## Сюжет
В него се разказва за прочутия белгийски детектив Еркюл Поаро, който разследва убийство във влака „Ориент Експрес“.

## В ролите
| Изпълнител      | Роля                |
| --------------- | ------------------- |
| Албърт Фини     | Еркюл Поаро         |
| Лорън Бекол     | Мисис Хабард        |
| Шон Конъри      | Полковник Арбетнът  |
| Ингрид Бергман  | Грета Олсон         |
| Майкъл Йорк     | Граф Андрени        |
| Ванеса Редгрейв | Мери Дебенхем       |
| Жаклин Бисет    | Графиня Андрени     |
| Антъни Пъркинс  | Хектор Макуин       |
| Жан-Пиер Касел  | Диригент Пиер Мишел |
| Ричард Уидмарк  | Мистър Рътчет       |
| Джон Гилгуд     | Мистър Бедоуз       |
| Уенди Хилър     | Княгиня Драгомирова |
| Мартин Болсам   | Сеньор Бианки       |
| Рейчъл Робъртс  | Хилдегарда Шмидт    |
| Колин Блейкли   | Сайрус Хардман      |
| Джордж Кулурис  | Доктор Константин   |
| Денис Куили     | Антонио Фоскарели   |

## Награди и номинации
Има номинации за „Оскар“ в няколко категории, но такъв печели само Ингрид Бергман за поддържаща женска роля.